# Thirty Seconds to Mars
Pour l'album homonyme, voir 30 Seconds to Mars (album).
Thirty Seconds to Mars, communément stylisé 30 Seconds to Mars et aussi abrégé 30STM ou TSTM, est un groupe de rock, américain, originaire de Los Angeles, en Californie. Formé en 1998, le groupe est constitué de Jared Leto (chant et guitare) et Shannon Leto (batterie et percussions).
Ils connaissent un succès limité avec leur premier album 30 Seconds to Mars (2002), qui comptera plus de deux millions d'exemplaires vendus dans le monde. Le groupe élargit son public de manière significative avec la sortie du deuxième opus A Beautiful Lie (2005), écoulé à quatre millions d'albums et classé disque de platine par la Recording Industry Association of America.
Après un procès intenté par EMI et conclu avec un nouveau contrat, le groupe sort son troisième album, This Is War, en décembre 2009. Il consolida sa place de groupe phare, devenant disque de platine dans de nombreux pays et remportant plusieurs prix. En 2011, le groupe entre dans le Livre Guinness des records lors de leur tournée pour This Is War en faisant le plus grand nombre de concerts en une seule tournée. Thirty Seconds to Mars sort son quatrième album, Love, Lust, Faith and Dreams, en mai 2013. Leur cinquième album America est sorti en avril 2018.
Le 11 juin 2018, alors que la tournée nord-américaine Monolith débutait et que le groupe avait déjà donné 4 prestations, le guitariste Tomo Miličević annonce sur Twitter qu'il quitte le groupe alors qu'il y œuvrait depuis le 8 février 2003.

## Biographie

### Formation (1998–2002)
Les frères Leto jouaient de la musique ensemble depuis leur enfance, et décident de créer leur groupe de rock en 1998. Ils utilisent différents noms pour leurs premiers concerts. Parmi les noms d’un soir du groupe, on retient déjà un certain Life On Mars (clin d’œil à la chanson de David Bowie). Pour la scène, le duo s’entoure de deux guitaristes supplémentaires, Solon Bixler et Kevin Drake, et du bassiste Matt Wachter. À ses débuts, le groupe refuse d'utiliser la notoriété de Jared Leto pour se faire connaître, et c’est en donnant quelques petits concerts dans des bars que le groupe commence à faire ses preuves.
Continuant sur la lancée, le groupe enregistre ses premières démos. On y retrouve des morceaux comme Valhalla et Revolution (restées inédites à ce jour), et d’autres comme Jupiter ou Hero, qui figureront sur le premier album du groupe sous les titres respectifs de Fallen et Year Zero, mais aussi le titre Buddha for Mary. Il devient désormais indispensable de baptiser définitivement le groupe. Il s’impose après une incursion fructueuse sur Internet. Matt Wachter déclare dans une interview : « On est tombés sur une thèse écrite par un ancien professeur de Harvard sur le progrès scientifique, il y avait un intertitre intitulé Thirty Seconds to Mars. L’auteur y expliquait que vu la vitesse à laquelle progresse la technologie, on pouvait considérer qu’on n'était plus qu’à 30 secondes de Mars. Ça avait du sens pour nous, et puis ça illustrait bien notre univers ». Jared Leto déclare : « Pour nous, le nom Thirty Seconds to Mars a peu à voir avec l'espace, l'univers ou quelque chose comme ça. C'est un nom qui fonctionne sur plusieurs niveaux. Plus important encore, il est une bonne représentation de notre son. C'est une phrase qui est lyrique, suggestive, cinématique, et rempli de l'immédiateté. La notion d'espace est si écrasante et globale que je doute qu'il y ait une chanson écrite qui n'entre pas dedans ».
Le buzz créé autour du groupe est tel qu’il parvient droit dans les bureaux de l'Immortal Records, dont le siège est situé à Los Angeles. Ainsi, en 1998, Thirty Seconds to Mars signe son premier contrat avec l'Immortal Records et le Virgin Records. L’album n’est pas encore sorti que Puddle of Mudd propose déjà à Thirty Seconds to Mars d’ouvrir leur concert sur une partie de leur tournée au printemps 2002 aux États-Unis et au Canada. Le groupe affiche son premier concert complet en Europe le 24 juin 2002 au Barfly de Londres. Au mois de juillet, c’est au tour d’Incubus d'engager Thirty Seconds to Mars pour la première partie d'une série de concerts aux États-Unis en septembre. Kevin Drake quitte le groupe à cette période et n'a jamais été remplacé depuis lors.
Le groupe suscite un véritable engouement et le nombre de fans croît à grande vitesse, formant ce que le groupe baptisera l'« Echelon » ou « Mars Army ». Véritable armée de rue, la Mars Army se charge de faire connaître le groupe lors de missions propagandes auprès de radios, de chaînes de télévisions ou encore dans la rue ou dans les festivals. Elle étonne par son dévouement et par son caractère international.

### Débuts (2002–2005)

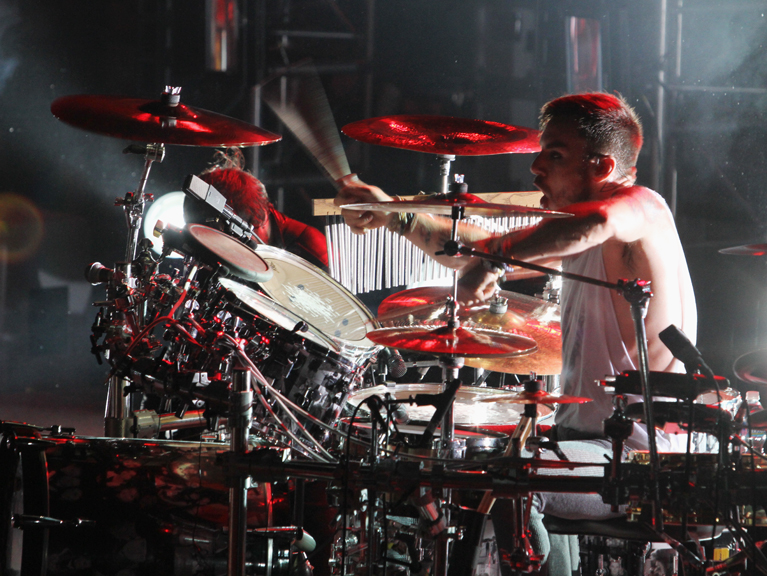
Shannon Leto en concert.

En août 2002, le groupe sort son premier album éponyme 30 Seconds to Mars, produit par Bob Ezrin, Brian Virtue et Thirty Seconds to Mars. L'album reçoit des critiques généralement positives, dont un grand nombre a comparé Thirty Seconds to Mars à des artistes comme Pink Floyd, Tool, et Brian Eno. L’objet est pour le moins singulier : l’artwork est très travaillé (les photos sont signées Shannon Leto tandis qu'aussi Jared s’est occupé des graphismes), mais c’est la musique qui frappe : spatiale, oblique, atmosphérique et progressive. L'album atteint la première place au Billboard Top Heatseekers et il vend 121 000 exemplaires aux États-Unis,. Deux singles sont issus de ce premier album, Capricorn (A Brand New Name) et Edge of the Earth. Le premier atteint la trente-et-unième place au Billboard Mainstream Rock Tracks et la première place au Heatseekers Songs.
En octobre 2002, le groupe s'embarque sur le MTV Campus Invasion tour, et ouvre quelques concerts de Our Lady Peace,. En novembre, il commence une tournée en compagnie de Sevendust. En février 2003, Solon Bixler quitte le groupe, peu attiré par la vie de globe-trotter qui l’attend et préférant rester à Los Angeles. Le trio organise des auditions pour lui trouver un remplaçant, et c’est finalement Tomo Miličević, un admirateur des débuts, d’origine croate, qui prend sa place au sein du groupe,. Le nouveau guitariste fait ses débuts officiels le 3 février sur le plateau du The Late Late Show with Craig Kilborn avec le titre Edge of the Earth. Le reste de l’année est placé sous le signe du live : première partie de Chevelle, puis de Trust Company, avant que le groupe ne se voit sélectionné pour Lollapalooza en compagnie de Jane's Addiction, Audioslave, Incubus, et A Perfect Circle, entre autres. En mai 2004, le groupe offre aux fans la possibilité d’obtenir un annuaire contenant des photos, dessins et souvenirs.

### A Beautiful Lieet succès (2005–2008)

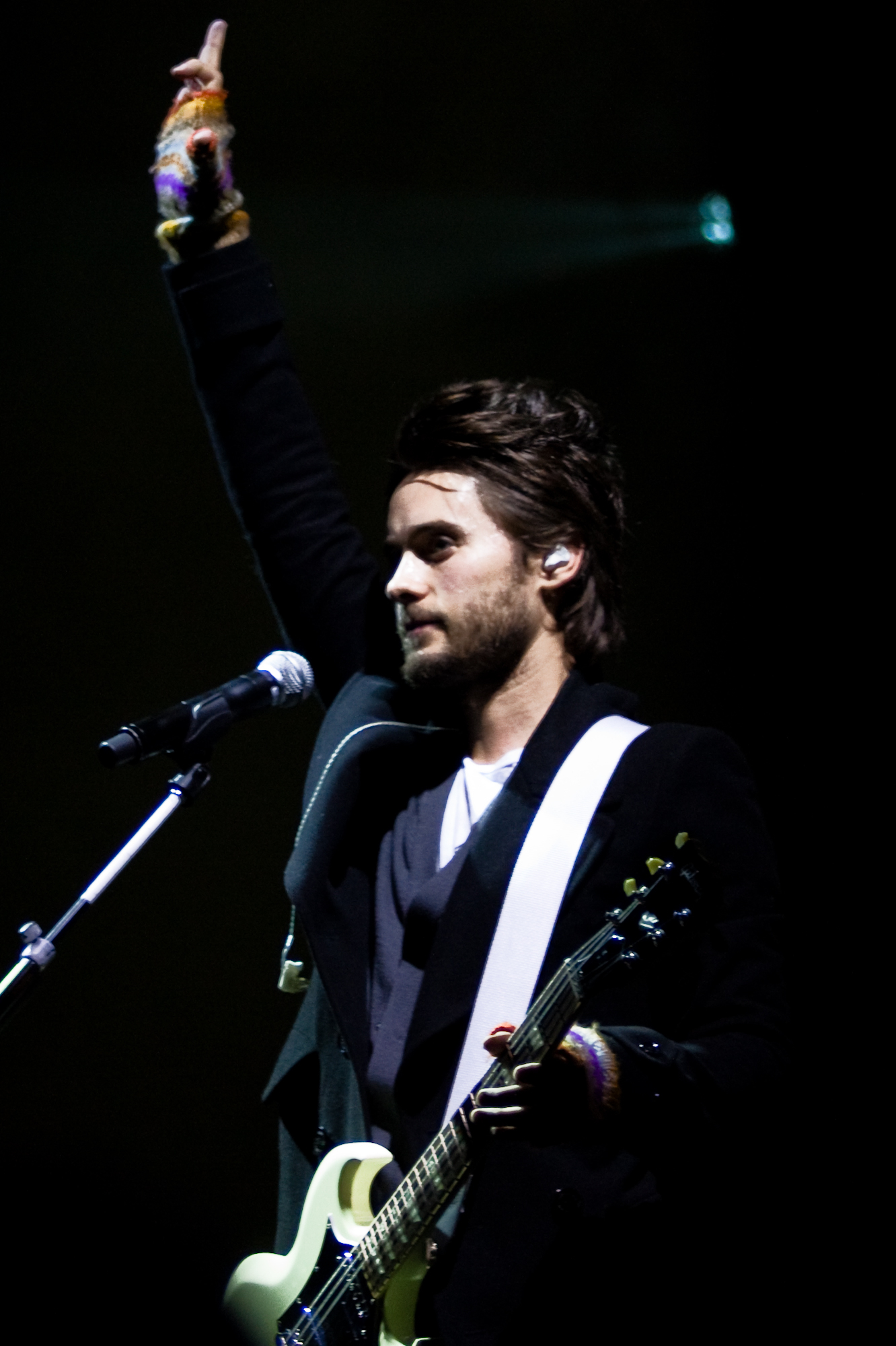
Jared Leto en concert.

Les premiers enregistrements du futur album – provisoirement intitulé The Battle of One – commencent dès mars 2004. Certaines chansons ont été composées au Cap, où Jared Leto est rejoint par ses camarades afin de finir ces morceaux. C'est lors de cette période qu'il a donné à l'album le titre de A Beautiful Lie. L'album est enregistré sur quatre continents différents et dans cinq pays différents pendant trois ans. En août 2005, A Beautiful Lie sort aux États-Unis, produit par Josh Abraham et Thirty Seconds to Mars. A Beautiful Lie est très différent du premier album du groupe, aussi bien en ce qui concerne les paroles que la musique. Alors que les paroles du premier album étaient plus métaphoriques et concernaient surtout les luttes et les efforts de l'homme, accompagnées par une atmosphère musicale relativement spatiale, A Beautiful Lie contient, lui, des paroles plus personnelles et la musique une approche plus alternative du rock. Le premier single, Attack, est la chanson plus insérée dans les radios alternatives américaines pendant sa première semaine.
Le groupe repart en tournée durant l’été au côté de Taproot, Chevelle et The Used,. À l’automne, le quatuor accompagne Audioslave et Seether pour trente concerts. En 2006, le groupe démarre sa première tournée en tant que tête d'affiche. Baptisée Forever Night, Never Day, la tournée s'étend jusqu'en juin avec de nombreuses dates se rajoutant au fur et à mesure. Au même moment sort le deuxième single, The Kill. Sa vidéo, plus proche d’un court métrage que d’un clip, met en scène le groupe dans un décor et une ambiance qui rappelle directement Shining de Stanley Kubrick et dont le réalisateur est Jared Leto sous le pseudonyme de Bartholomew Cubbins>. Début juillet, le titre est le plus joué sur Fuse et MTV2, et le plus demandé par la radio californienne KROQ. Le single établit le record de 52 semaines de longévité dans le Hot Modern Rock Tracks, après avoir atteint la troisième place. Nommé aux MTV Video Music Awards 2006 dans deux catégories, le groupe remporte le MTV2 Award. Successivement, Thirty Seconds to Mars est annoncé pour le Lollapalooza et le Warped Tour 2006. En novembre 2006, sort le troisième single de l'album, From Yesterday. Le clip, véritable court métrage à nouveau réalisé par Jared Leto, est le premier clip de musique d'un groupe de rock américain tourné entièrement en République populaire de Chine, sur le site de la Cité interdite à Pékin. Le 13 décembre, A Beautiful Lie est certifié disque de platine par la Recording Industry Association of America, plus d'un million de copies ayant été vendues.
L'album sort en Europe en février 2007. Pour promouvoir le groupe dans le Vieux Continent, Thirty Seconds to Mars fait sa première tournée européenne au début de 2007, en passant par l'Allemagne, l'Angleterre, la France et les Pays-Bas. Le groupe se produit ensuite dans des festivals de rock européens dont Pinkpop, Download, Roskilde, Rock am Ring et de nombreux autres. Le groupe participe par la suite à l'édition 2007 de la tournée Taste of Chaos à travers tous les États-Unis. Matt Wachter, bassiste du groupe depuis cinq ans, annonce le 1er mars 2007 pendant le concert d'El Paso (Texas) qu'il quitte le groupe pour se consacrer à sa famille. Il est remplacé par Tim Kelleher, ex-bassiste du groupe My Darling Murder. Matt Wachter rejoint ensuite le groupe Angels & Airwaves, après le départ de Ryan Sinn. Le 1er novembre 2007, Thirty Seconds to Mars remporte le prix dans la catégorie Rock Out des MTV Europe Music Awards à Munich. En décembre, le groupe se voit cette fois attribuer le titre de meilleur groupe de 2007, unique catégorie du scrutin annuel de Fuse. Ils devancent Korn en finale après avoir recueilli le chiffre record de sept millions de voix.
Le quatrième et dernier single, A Beautiful Lie, bénéficie également d'un clip vidéo d'un genre inédit, car il est tourné au Groenland, à 200 kilomètres du Pôle Nord, autour d'icebergs fissurés par les effets du réchauffement climatique. Pour lier intention et action, les revenus générés par le téléchargement payant de la vidéo sont reversés au Natural Resources Defense Council avec aussi la mise en ligne du site abeautifullie.org,. Le single sort pendant une nouvelle tournée européenne du groupe. A Beautiful Lie reçoit de nombreuses récompenses, dont celle du meilleur clip vidéo aux MTV Europe Music Awards.

### Procès d'EMI etThis Is War(2008–2012)

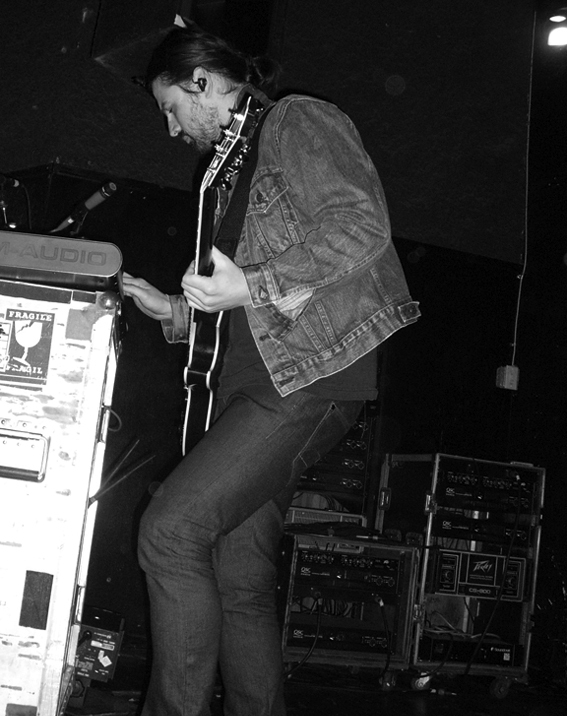
Tomo Miličević en concert.

Les enregistrements du nouvel album commencent dès août 2008. Pendant la phase d'enregistrement, EMI intente un procès contre Thirty Seconds to Mars. Dès lors que le groupe s’est mis à la recherche d’une nouvelle maison de disques alors qu'il n'a pas livré les trois albums en neuf ans prévus par contrat, EMI estime être en droit de demander trente millions de dollars de dommages et intérêts au groupe. Jared Leto dénonce cependant les termes du contrat initial arguant que la loi californienne dispose qu’on ne peut pas être lié par un contrat plus de sept ans. Après des mois de tensions, en avril 2009, une solution est finalement trouvée et les deux parties signent à nouveau ensemble,.
Le 26 avril 2009, 1 200 fans sont conviés à l'Avalon de Los Angeles pour participer à l'enregistrement de l'album (chœurs et percussions). D'autres réunions semblables ont ensuite lieu de par le monde mais sans la présence du groupe. En septembre, le trio officialise This Is War comme le nom de l'album et annonce que le premier single sera Kings and Queens,. L'album bénéficie d'une innovation de la part du groupe. En effet, la pochette de celui-ci ne sera pas unique, il en existera 2 000 différentes, composées des photos des 2 000 premières personnes qui auront envoyé leur cliché personnel, via internet. Peu avant la sortie du troisième opus, le groupe s'offre une tournée promotionnelle en Europe. En décembre 2009 sort This Is War, produit par Flood, Steve Lillywhite et Thirty Seconds to Mars. Le premier single, Kings and Queens, est déjà bien placé dans les classements européens et américains, où il atteint la première place à l'Alternative Songs. Le clip, tourné par Jared Leto en plein centre de Los Angeles avec des fans à vélos, remporte un vif succès auprès des médias.

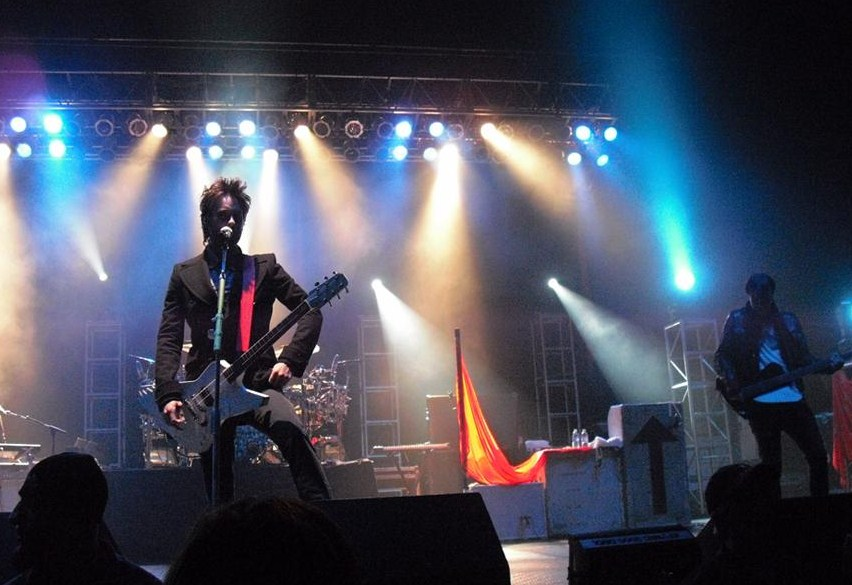
Thirty Seconds to Mars à Houston en 2011.

Le deuxième single, This Is War, sort en mars 2010. Le single devient la troisième chansons du groupe classée numéro 1 dans l'Alternative Songs. Il remporte aussi un certain succès dans les radios rock américaines. Thirty Seconds to Mars profitent de leur tournée européenne pour sortir leur troisième single, Closer to the Edge. Cette fois-ci le titre s'accompagne rapidement  d'un clip constitué d'images du groupe en concert, de leur public, ainsi que des interviews des fans au sujet du groupe et surtout de la musique. Les concerts s'enchaînent à un rythme effréné durant toute cette année 2010, d'abord en Europe, avant un retour aux États-Unis entre avril et mai, puis à nouveau en Europe dès juin, et de l'autre côté du monde : Australie, Nouvelle-Zélande, Japon. Le groupe rentre aux États-Unis en septembre, mais sans pour autant se reposer car une nouvelle tournée américaine est prévu entre septembre et novembre 2010, avant que le groupe ne revienne en Europe pour quelques dates en décembre. Le groupe fait une entrée très remarquée aux MTV Video Music Awards 2010 accompagnés des riders du clip Kings and Queens. Nommés dans quatre catégories dont celle de la vidéo de l'année, ils remportent le prix de la meilleure vidéo rock pour Kings and Queens. Lors de la cérémonie des MTV Europe Music Awards le 7 novembre 2010 à Madrid, Thirty Seconds to Mars offre un concert avec la présence surprise de Kanye West. Le groupe remporte pour la troisième fois le Best Rock Award. Le 29 novembre 2010 sort le clip Hurricane qui est initialement censuré par plusieurs chaînes de télévision pour son contenu à caractère violent avant d'être ensuite publié dans une version censurée.
La tournée européenne, Hurricane Tour, s'achève en décembre 2010 à Barcelone. Le groupe rajoute toutefois un concert exceptionnel le 31 décembre 2010 à Las Vegas. Lors de ce concert, Jared Leto annonce le départ de Tim Kelleher de Thirty Seconds to Mars. En janvier 2011, Matt McJunkins rejoint le trio en tant que nouveau bassiste pour la poursuite du Hurricane Tour qui se déroule aux États-Unis du 10 janvier au 5 février. Mais dès le 27 mars démarre le Closer to the Edge Tour avec des dates en Amérique du Sud, aux États-Unis et au Canada. Le 6 avril 2011 devait être la date de sortie du clip This Is War d'Édouard Salier, mais à la suite d'une erreur de programmation sur une chaîne russe, le clip sort dès le 1er avril 2011. Le 7 juin 2011 a lieu une séance de dédicace au magasin Gibert Joseph de Saint Michel pour finir le 8 juin par un concert intimiste de 300 personnes à la Maroquinerie. Le 15 juin 2011, au milieu de la tournée européenne, a lieu le concert de l'Olympia. C'est ce soir-là que choisit Thirty Seconds to Mars pour annoncer une tournée dans les Zénith français en novembre 2011. En décembre, le groupe entre dans le Livre Guinness des records pour avoir réussi le tour de force de jouer 300 dates de concerts pour la tournée de This Is War. Afin de célébrer l'évènement, Thirty Seconds to Mars donne des concerts uniques à New York dont deux en acoustique dans une église, rebaptisée pour l'occasion Church of Mars.

### Love, Lust, Faith and Dreamset Camp Mars (2013–2015)

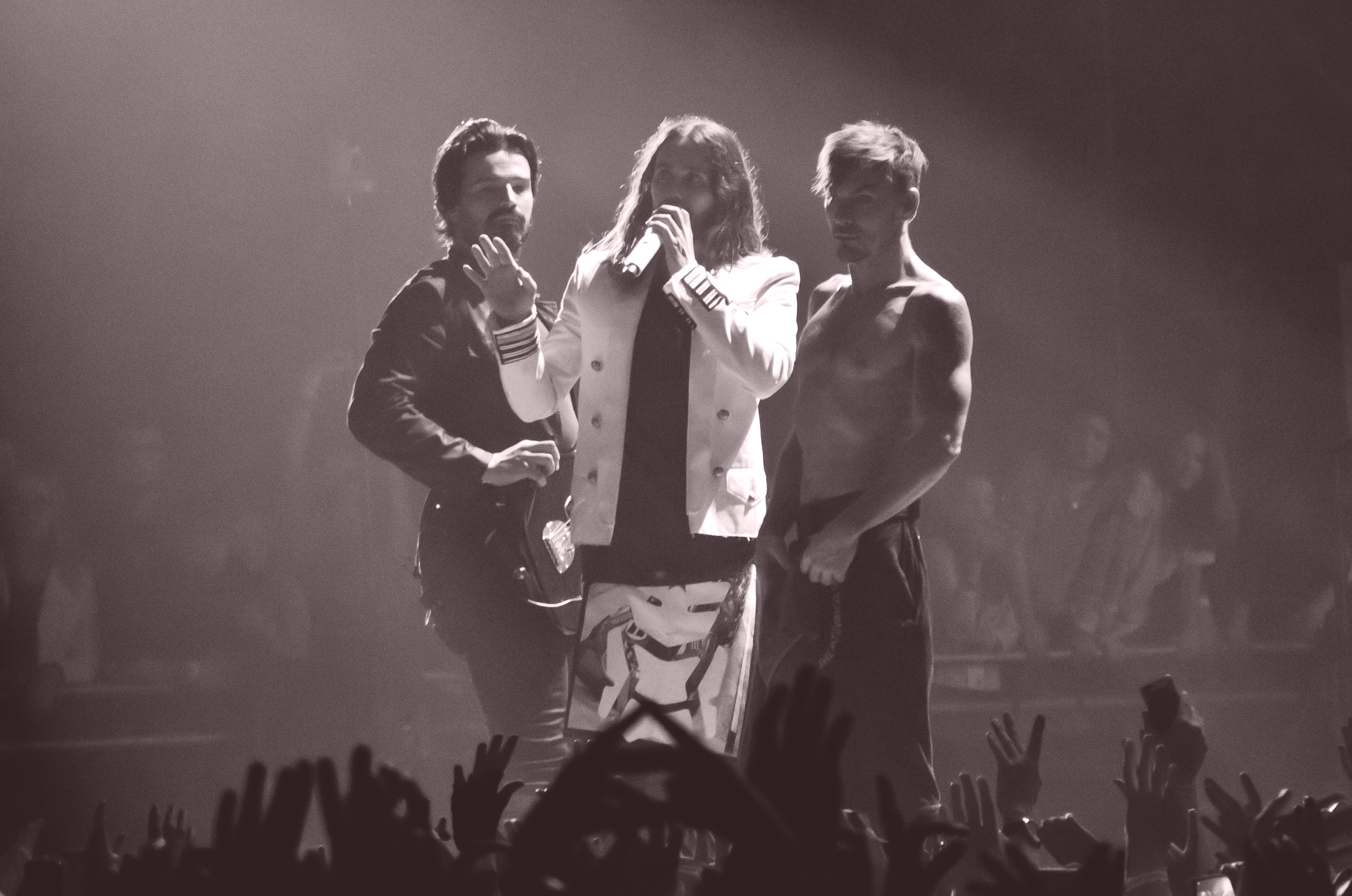
Thirty Seconds to Mars en 2014.

Le 19 mars 2013, sortie du premier single Up in the Air. Le 1er mars, la NASA envoie un CD du single Up in the Air dans l'espace depuis la base de lancement de Cap Canaveral. Le voyage s'est fait dans une fusée Falcon 9 embarquant un vaisseau cargo SpaceX Dragon, et rejoint la station spatiale internationale, où elle est accueillie par l'astronaute Tom Marshburn. L'album Love, Lust, Faith and Dreams est sorti le 21 mai 2013. La tournée Love, Lust, Faith and Dreams Tour débute au printemps 2013 et se poursuit jusqu'en novembre 2014.
Le 4 mars 2014, Jared Leto organise une conférence de presse à Los Angeles. Accompagné de Chester Bennington et Mike Shinoda, il annonce une nouvelle tournée aux côtés de Linkin Park. Les deux groupes sillonneront ensemble les routes d'Amérique du Nord aux mois d'août et septembre 2014 avec AFI en première partie lors du Carnivores Tour. Le 15 octobre 2014, le groupe annonce une nouvelle tournée pour 2015, intitulée Love Lust Tour,. Cette tournée s'effectue principalement en Europe.
Outre sa tournée, en août 2015, le groupe organise un camp de vacances le temps d'un week-end où il accueille plus de 200 fans venus du monde entier. Camp Mars, nom de l’évènement donné par le groupe, s'est déroulé en pleine nature à Calabasas, près de Malibu. Pendant ce week-end, de nombreuses activités étaient proposées aux fans : tir à l'arc, yoga, feu de camp, arts & crafts, méditation, escalade, cours de photographie… Les membres du groupe ont également participé aux activités et en ont organisé suivant leur spécialité : Tomo donne des cours de cuisine, Shannon donne un cours de batterie, Jared organise des randonnées nocturnes. Les deux premiers soirs, le groupe donne également des concerts acoustiques.

### America(depuis 2015)
Le 3 novembre 2015, un cinquième album de Thirty Seconds to Mars est annoncé. En août 2016, le groupe révèle sa signature au label Interscope Records et confirme son nouvel album pour une sortie courant 2017.
En février 2017, le groupe annonce une tournée nord-américaine en tant qu'invité sur le Drones Tour de Muse, au même titre que le groupe PVRIS. Thirty Seconds to Mars fera ainsi 18 dates aux côtés de Muse. En février 2018, le groupe annonce que le cinquième album sortira le 6 avril 2018[réf. nécessaire]. En mai 2018, le groupe annonce sur Twitter que Tomo Milicevič prenait une pause dans la tournée pour raisons personnelles. Le 11 juin 2018, la rupture avec Tomo est entériné par ce dernier, de nouveau sur Twitter. Jared et Shanon n'ont pas commenté l'avenir du groupe mais la tournée du Monolyth Tour s'est achevée normalement[réf. nécessaire].

## Style musical
Le style musical de Thirty Seconds to Mars a été associé à plusieurs genres, notamment le rock alternatif et le rock progressif. Les critiques ont aussi rattaché le groupe au hard rock, au post-grunge, à l'emo, au post-hardcore, au metal progressif et à l'arena rock.
Leur album éponyme, qui mêle electro, musique industrielle, rock et nu metal, est particulièrement influencé par le rock progressif. This Is War est décrit comme du rock expérimental et du rock indépendant ; il a aussi été décrit comme un « mélange de synth rock, de metal et de prog ».

## Membres

### Membres actuels
- Jared Leto - chant, guitare rythmique, claviers, basse (depuis 1998)
- Shannon Leto - batterie, percussions (depuis 1998)

### Anciens membres
- Solon Bixler - guitare solo, claviers, chœurs (2001–2003)
- Matt Wachter - basse, claviers (2001–2007)
- Tomo Milicevic - guitare solo, claviers, violon, basse (2003-2018)

### Membres de tournée
- Kevin Drake - guitare rythmique (2001–2002)
- Matt McJunkins - basse, chœurs (2011)
- Tim Kelleher - basse, claviers (2007–2011)
- Braxton Olita - claviers, guitare rythmique, chœurs (2009-2011)
- Stevie Aiello - claviers, basse, chœurs (depuis 2013)

## Discographie
- 2002 : 30 Seconds to Mars
- 2005 : A Beautiful Lie
- 2009 : This Is War
- 2013 : Love, Lust, Faith and Dreams
- 2018 : America
- 2023 : It’s the End of the World But It’s a Beautiful Day

## Distinctions
Depuis 1998, Thirty Seconds to Mars compte notamment huit MTV Europe Music Awards, six Kerrang! Awards, trois MTV Video Music Awards, deux MTV Australia Awards, un NME Award et un Billboard Music Awards, soit un total de 85 récompenses, pour 167 nominations.